# Université d'éducation d'Aichi
L'université d'éducation d'Aichi (愛知教育大学, Aichi kyōiku daigaku, couramment abrégée en Aikyōdai, 愛教大) est une université nationale japonaise, située à Kariya dans la préfecture d'Aichi.

## Histoire
L'université est créée en 1943 par la fusion de plusieurs structures antérieures. En 1970, toutes les composantes sont réunies à Kariya. Elle est élevée au rang d'université nationale à la suite de la réforme du système universitaire public au Japon en 1949.

## Composantes
L'université est structurée en faculté de 1er cycle (学部, gakubu), qui a la charge des étudiants de 1er cycle universitaire, et en faculté de cycles supérieurs (研究科, kenkyūka), qui a la charge des étudiants de 2e et 3e cycle universitaire.

### Facultés de1ercycle
L'université compte une faculté de 1er cycle (学部, gakubu).
- Faculté d'éducation

### Facultés de cycles supérieur
L'université compte une faculté de cycles supérieurs (研究科, kenkyūka).
- Faculté d'éducation